# Didier Barra

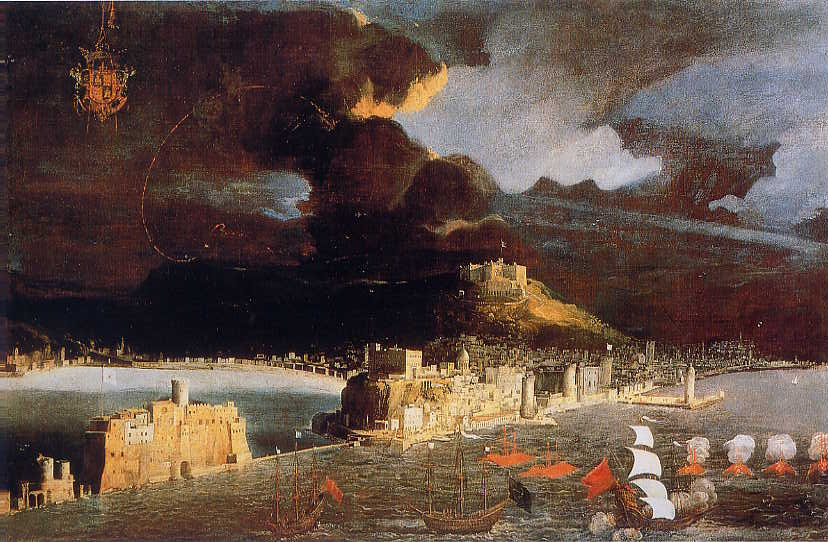
Veduta di Napoli dal mare, 1644-1646, olio su tela, 115 x 175 cm, Collezione privata

Didier Barra (Metz, 1590 – Napoli, 1652) è stato un pittore francese attivo in Italia, principalmente a Napoli.

## Biografia
Figlio di Clément Barra, è stato frequentemente confuso con il compatriota François Didier Nomé, del quale prese in eredità la bottega. Le opere dei due artisti sono state collettivamente conosciute come eseguite da "Monsù Desiderio".
Didier Barra lasciò Metz probabilmente nel 1608, data dopo la quale non è più possibile ritrovare il suo nome negli archivi cittadini. È invece certamente documentata la sua attività a Napoli, a partire dal 1630.
Nella città partenopea frequentò principalmente un gruppo di pittori paesaggisti e vedutisti provenienti dal Nord Europa e lavorò in collaborazione con Belisario Corenzio. La precisione topografica e quasi incisoria delle sue opere, quali Vista panoramica di Napoli, suggeriscono la presenza di influenze da parte delle opere del pittore e incisore vedutista Alessandro Baratta e un possibile periodo di formazione come cartografo.

## Opere
- Veduta a volo d'uccello di Pozzuoli e dei Campi Flegrei , 1640 ca (?), olio su tela, 53.8 x 101 cm, Collezione privata, Milano
- Veduta di Napoli dal mare, 1644-1646, olio su tela, 115 x 175 cm, Collezione privata
- Vista panoramica di Napoli, (Museo di San Martino), Napoli (firmata e datata Desiderius Barra ex civitate Methensi in Lotharingia F. 1647).
- San Gennaro intercede per Napoli (1652, Chiesa della Santissima Trinità dei Pellegrini, Napoli (in collaborazione con Onofrio Palumbo).
- Vista di Napoli da Oriente con Castel dell'Ovo e Posillipo (Museo di San Martino).

## Galleria d'immagini

Opere di Didier Barra
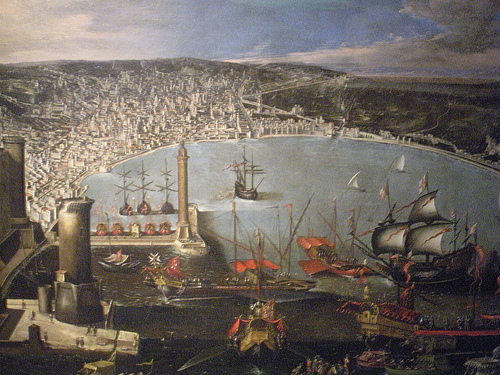
Veduta di Napoli
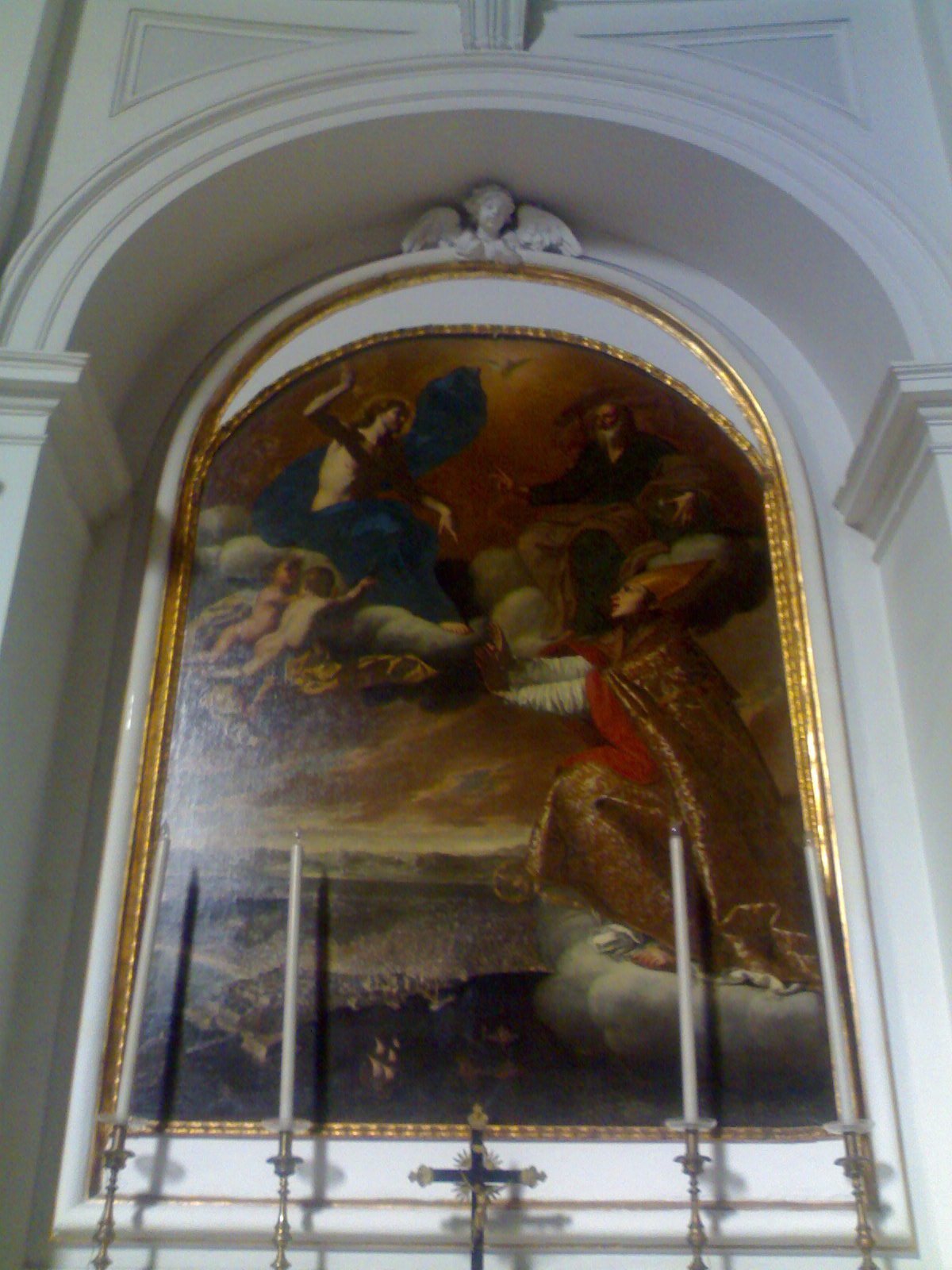
San Gennaro intercede per Napoli
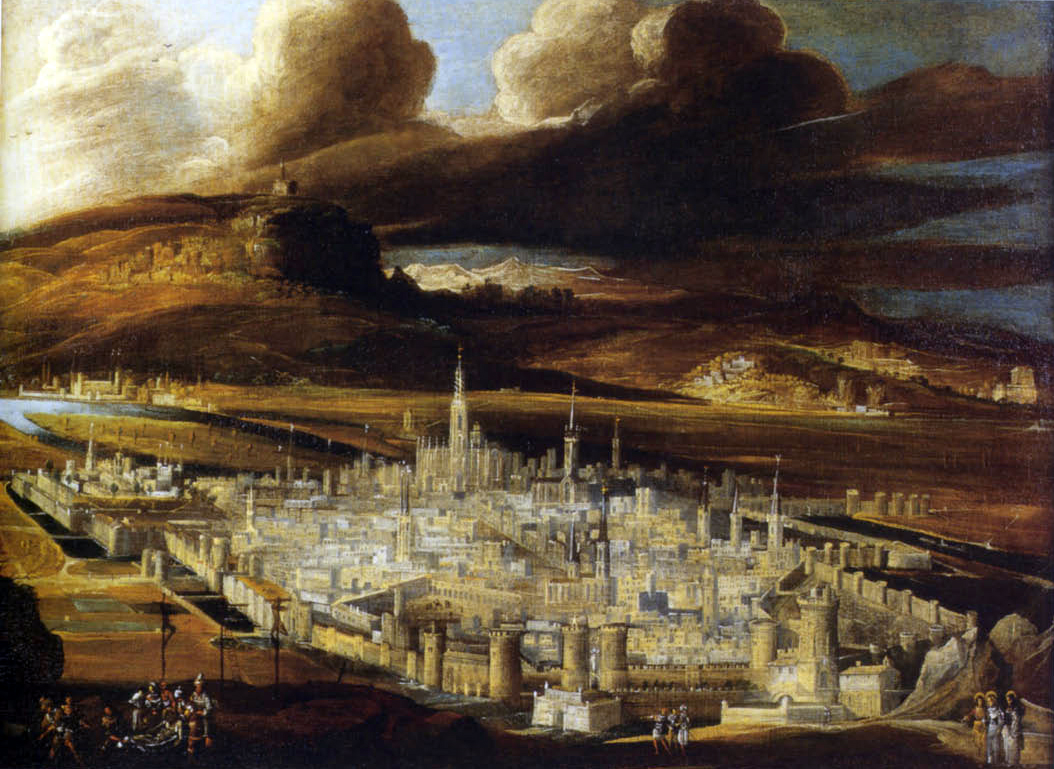
Veduta di Metz e discesa dalla corce (Barra & Didier Nomé)